# Diacones

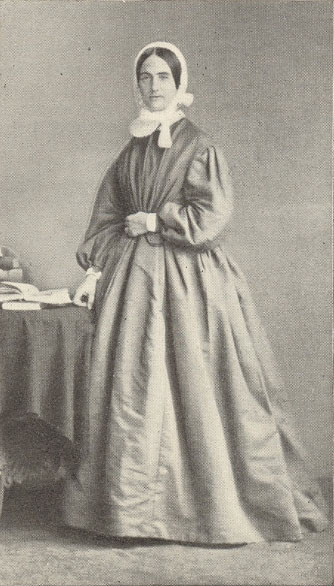
Diacones van de Kerk van Engeland (1862)

Een diacones is een protestantse verpleegster die de verpleging als liefdewerk verricht. Diaconessenhuizen zijn verpleeginrichtingen waar diaconessen werkzaam zijn of waren.
Het begrip diacones is afkomstig uit Duitsland, waar het in 1836 door dominee Theodor Fliedner werd ingesteld. In het Duitse Kaiserswerth ging Fliedner in een ziekenhuis verpleegkundigen opleiden die hij diacones noemde. Ze moesten zorgen voor rust, reinheid en frisse lucht. Het onderwijs omvatte dieetleer, verbandleer en zielszorg. Verder boden ze arbeidstherapie aan de patiënten. Het opvolgen van de voorschriften van de geneesheer leidde tot ongekend hoge genezingspercentages. De diaconessen droegen uniformen: zwart op zondag, donkerblauw in de winter en lichtblauw in de zomer.

## Diaken en diacones
In de brief aan de Romeinen wordt geschreven over Febe. Zij wordt in Rom. 16:1 een dienares van de gemeente genoemd. In de aanduiding 'dienares' lezen sommigen dat zij een vrouwelijke diaken was. In het Oudgrieks staat er een vrouwelijke vorm van het woord diakonos.
Jakob van Bruggen meent dat Paulus een bepaalde functie bedoeld heeft toen hij Febe een 'diaconos' noemde. Het gebruikte Griekse woord diakonos behoeft volgens hem geen technische term te zijn voor het diaken-ambt, maar is volgens hem toch stellig een aanduiding voor iemand die er voor staat om bepaalde taken te verrichten en die dus een functie bekleedt.
Het woord diakonos is gerelateerd aan het werkwoord (be)dienen. Hiervan is ook het kerkelijk ambt van diaken afgeleid. Een diacones moet echter niet verward worden met een vrouwelijke diaken als ambtsdrager. Het Convent van Wezel schiep in 1568 de mogelijkheid voor de verkiezing van vrouwelijke diakenen. Dit werd door de Synode van Middelburg in 1581 herroepen.

## Diacoon
In sommige protestants-christelijke instellingen waren ook diaconen werkzaam als verpleger. Omdat diaconessen en diaconen evenals kloosterlingen door de overheid beschouwd werden als dragers van een geestelijk ambt waren diaconen vrijgesteld van militaire dienstplicht.